# Mardi Gras (Creedence Clearwater Revival)
Mardi Gras è il settimo e ultimo album in studio dei Creedence Clearwater Revival, pubblicato l'11 aprile 1972 dalla Fantasy Records. Il gruppo si sciolse dopo la pubblicazione dell'album, che vide inoltre per la prima volta Stu Cook e Doug Clifford impegnati nella scrittura, nella composizione e nella produzione assieme al frontman John Fogerty.

## Il disco
Rispetto agli scorsi dischi, Fogerty fu affiancato da Clifford e Cook nella scrittura dei brani. Il duo però non realizzò canzoni di successo, tanto più che nelle raccolte principali Chronicle, Vol. 1 e Chronicle, Vol. 2 furono inclusi solo i brani scritti da Fogerty.
L'album non ebbe molto successo, anche se i singoli "Sweet Hitch-Hiker" e "Someday Never Comes" arrivarono in una buona posizione in classifica.
Di lì a poco, i Creedence Clearwater Revival si sciolsero.

## Tracce

### Lato uno
1. Lookin' for a Reason – 3:28 - (Fogerty)
  - Registrata nel gennaio 1972. Voce principale: John Fogerty. Chitarra solista: John Fogerty. Produzione: John Fogerty.
2. Take It Like a Friend – 3:00 - (Cook)
  - Registrata nel gennaio 1972. Voce principale: Stu Cook. Chitarra solista: Stu Cook. Produzione: Stu Cook.
3. Need Someone to Hold – 3:00 - (Clifford, Cook)
  - Registrata nel gennaio 1972. Voce principale: Doug Clifford. Chitarra solista: Stu Cook. Produzione: Doug Clifford.
4. Tearin' Up the Country – 2:14 - (Clifford)
  - Registrata nel gennaio 1972. Voce principale: Doug Clifford. Chitarra solista: John Fogerty. Produzione: Doug Clifford.
5. Someday Never Comes – 4:01 - (Fogerty)
  - Registrata nel gennaio 1972. Voce principale: John Fogerty. Chitarra solista: John Fogerty. Produzione: John Fogerty.

### Lato due
1. What Are You Gonna Do? – 2:53 - (Clifford)
  - Registrata nel gennaio 1972. Voce principale: Doug Clifford. Chitarra solista: Stu Cook. Produzione: Doug Clifford.
2. Sail Away – 2:29 - (Cook)
  - Registrata nel gennaio 1972. Voce principale: Stu Cook. Chitarra solista: Stu Cook. Produzione: Stu Cook.
3. Hello Mary Lou – 2:14 - (Gene Pitney)
  - Registrata nel gennaio 1972. Voce principale: John Fogerty. Chitarra solista: John Fogerty. Produzione: John Fogerty.
4. Door to Door – 2:09 - (Cook)
  - Registrata nella primavera 1971. Voce principale: Stu Cook. Chitarra solista: John Fogerty. Produzione: Stu Cook.
5. Sweet Hitch-Hiker – 2:59 - (Fogerty)
  - Registrata nella primavera 1971. Voce principale: John Fogerty. Chitarra solista: John Fogerty. Produzione: John Fogerty.

## Formazione
- John Fogerty - voce, chitarra, tastiere
- Doug Clifford - voce, batteria
- Stu Cook - voce, basso, chitarra

## Produzione
- Doug Clifford, Stu Cook, John Fogerty - produttori
- Russ Gary, Kevin L. Gray, Steve Hoffman - ingegneri del suono
- Tamaki Beck - mastering supervisor
- Shigeo Miyamoto - mastering
- George Horn - remastering
- Doug Clifford, Stu Cook, John Fogerty - arrangiatori
- Tony Lane - design e cover
- Craig Werner - liner notes
- Bob Fogerty, Baron Wolman - fotografie

## Classifiche

### Classifiche settimanali
| Classifica (1972) | Posizione massima |
| ----------------- | ----------------- |
| Australia         | 8                 |
| Canada            | 11                |
| Germania          | 10                |
| Italia            | 4                 |
| Norvegia          | 5                 |
| Paesi Bassi       | 2                 |
| Stati Uniti       | 12                |

### Classifiche di fine anno
| Classifica (1972) | Posizione |
| ----------------- | --------- |
| Italia            | 20        |
| Paesi Bassi       | 12        |